# Free Form Funky Freqs
 (juillet 2020).
Si vous disposez d'ouvrages ou d'articles de référence ou si vous connaissez des sites web de qualité traitant du thème abordé ici, merci de compléter l'article en donnant les références utiles à sa vérifiabilité et en les liant à la section « Notes et références ».
Free Form Funky Freqs est un groupe de Jazz/Funk composé de Vernon Reid à la guitare, Jamaaladeen Tacuma à la basse et de G. Calvin Weston à la batterie. 
Les 3 membres du groupe ont joué pour la première fois ensemble lors d'un concert de soutien au club New-Yorkais le Tonic en 2006. Rapidement, ils jouent une seconde fois ensemble au Tritone Club de Philadelphie, puis encouragé par le succès de ces 2 prestations, ils se rencontrent une troisième fois dans le studio d'enregistrement de Vernon Reid à Staten Island, ce qui donne lieu à l'enregistrement de leur premier album Urban Mythology Volume One sorti en 2007 sur le label Thirsty Ear. 

## Discographie
2007: Urban Mythology Volume One (Thirsty Ear)